# Nicolae Stroescu-Stînișoară
Nicolae Stroescu-Stînișoară (n. 1 noiembrie 1925, Târgu Jiu -  d. 27 iunie 2014, München) a fost un jurnalist și scriitor român, director al secției române a postului Radio Europa Liberă între 1988-1994.

## Biografie
Nicolae Stroescu s-a născut la 1 noiembrie 1925 în familia ofițerului Stroescu și a copilărit la Craiova. A absolvit liceul la Colegiul „Carol I” din Craiova și a urmat cursuri de drept și filosofie la Universitatea din București, dar nu a reușit susținerea examenului de stat fiind urmărit de Securitate.
După cel de-al Doilea Război Mondial s-a implicat în activitatea unei organizații studențești anticomuniste, purtând numele conspirativ Hans, deși la acea vreme nu era un filogerman. Astfel, între anii 1952  și 1964 a trăit în clandestinitate, fiind în permanență căutat de Securitate, până în anul 1964, când a fost emis decretul de eliberare a deținuților politici.
În septembrie 1964 s-a prezentat la Procuratura Generală Militară din București și s-a predat autorităților, fiind luat în primire de Securitate. A fost închis și anchetat la închisoarea Malmaison, dar a fost eliberat în urma ulcerului și datorită faptului că dosarul său fusese închis ca urmare a decretului de eliberare a deținuților politici. În septembrie 1969 a emigrat în Republica Federală Germania, fiind căsătorit cu Inge, germană din Bucovina, care plecase în RFG în anul 1963.
S-a stabilit la München, unde și-a reluat studiile în filosofie, și a devenit colaborator la Radio Europa Liberă în anul 1972. În acea perioadă și-a luat numele redacțional Stroescu-Stînișoară. Începând cu anul 1978 a fost angajat redactor și a realizat emisiunea „Lumea creștină”. În anul 1982 a devenit director asistent al Departamentului Românesc, iar din 1988 director definitiv, funcție deținută până în anul 1994, când postul de radio a fost mutat la Praga.
În anul 1983 a obținut titlul de doctor în filosofie la Universitatea din München.
După anul 1990 a început să scrie și să publice volume de publicistică și de memorialistică.
Nicolae Stroescu-Stînișoară s-a stins din viață la 27 iunie 2014. În data de 11 iulie 2014 a fost înmormântat în cimitirul Neuer Südfriedhof din München.

## Scrieri
- Pe urmele revoluției, Editura Albatros, București, 1992;
- Întrezăriri – În Zodia Exilului, Editura Fundației Culturale Române, București, 1998;
- La răscruce. Gânduri spuse la Radio Europa Liberă și în Jurnalul literar, Editura Jurnalul Literar, 1996 ;
- Vremea încercuirii din care au apărut, până acum, volumele Urmărirea și Ancheta, Întrezăriri – Itinerarii Istorice și Metaistorice, Editura Albatros, București, 2001.